# سعید کواشی
سعید کواشی (به فرانسه: Said Kouachi) زاده ۱۹۸۰ مرگ ۹ ژانویه ۲۰۱۵ وی برادر بزرگ شریف کواشی می‌باشد.

## زندگی شخصی
سعید کواشی از پدر و مادر الجزایری در فرانسه متولد شد وی به همراه برادرش شریف کواچی متهم به دست داشتن در تیراندازی در دفتر شارلی ابدو که به کشته شدن ۱۲ نفر انجامید می‌باشد.

## تیراندازی در دفتر شارلی ابدو
سعید کواشی به همراه برادرش شریف کواشی در تاریخ هفتم ژانویه ۲۰۱۵ در دفتر نشریه طنز شارلی ابدو دست به تیراندازی و کشتن دوازده نفر نموده و سپس متواری شدند.

## ماجرای گروگان‌گیری
روز جمعه ۱۰ ژانویه بعد از ۴۸ ساعت تعقیب و گریز بین پلیس فرانسه و برادران کواشی، آنها در چاپخانه‌ای در شمال شرق پاریس پناه بردن و یک نفر را به گروگان گرفتن که با هجوم مأموران پلیس ضد تروریستی فرانسه به محل چاپخانه برادران کواشی، از پناهگاه خود خارج شده و به تبادل آتش با پلیس پرداختند، اما در نهایت هر دو برادر در این عملیات پلیس کشته شدند
درگیری پلیس فرانسه با برادران کواشی در حالی رخ داد که نیروهای ضدتروریسم فرانسه در شرق پاریس نیز عملیاتی را برای آزادی شهروندانی که در یک سوپرمارکت یهودی به گروگان گرفته شده بودند، پیش می‌برد. گروگان‌گیر که با برادران کواشی در ارتباط بود از پلیس فرانسه می‌خواست این دو برادر را که در محاصره نیروهای امنیتی قرار داشتند، رها کند، اما وی در نهایت با هجوم نیروهای ویژه پلیس به سوپرمارکت یادشده، به همراه دست‌کم سه نفر از گروگان‌ها کشته شد
جسد سعید کواشی در ۱۶ ژانویه، در قبرستانی در شهر رنس و در قبری بی‌نام‌ونشان به خاک سپرده شد.